# Janusz Walczuk
Janusz Walczuk, także znany jako Yah00 i Yahoo, Jan Walczuk (ur. 1998) – polski raper, piosenkarz, producent muzyczny i realizator dźwięku. Członek kolektywu SB Maffija.

## Kariera
Janusz Walczuk 30 kwietnia 2021 roku wydał swój debiutancki album studyjny Janusz Walczuk. 17 września 2021 roku wydał swoją EP „Kendo”. 27 stycznia 2023 roku wydał swój drugi album studyjny „Jan Walczuk”. 11 sierpnia 2021 roku jego singel „Janusz Walczuk” uzyskał status złotej płyty.

## Dyskografia

### Albumy studyjne
| Rok  | Album                                                                     | Pozycja na liście | Sprzedaż       | Certyfikat          |
| Rok  | Album                                                                     | POL               | Sprzedaż       | Certyfikat          |
| ---- | ------------------------------------------------------------------------- | ----------------- | -------------- | ------------------- |
| 2021 | Janusz Walczuk - Data: 30 kwietnia 2021 - Wydawca: SBM Label - Format: CD | 1                 | - POL: 15 000+ | - ZPAV: złota płyta |
| 2023 | Jan Walczuk - Data: 27 stycznia 2023 - Wydawca: SBM Label - Format: CD    |                   |                |                     |

### EP
| Rok  | Album                                                            |
| ---- | ---------------------------------------------------------------- |
| 2021 | Kendo - Data: 17 września 2021 - Wydawca: SBM Label - Format: CD |

### Single

#### Jako główny artysta
| Rok  | Tytuł                                            | Certyfikat          | Album                             |
| ---- | ------------------------------------------------ | ------------------- | --------------------------------- |
| 2020 | „Szary blokk”                                    |                     | singel niealbumowy                |
| 2021 | „Janusz Walczuk”                                 | - ZPAV: złota płyta | Janusz Walczuk                    |
| 2021 | „Pierwszy raz” (gośc. Szymi Szyms, Hodak)        |                     | Popkiller Młode Wilki 8           |
| 2021 | „Offside” (gośc. Lucassi)                        | - ZPAV: złota płyta | Janusz Walczuk                    |
| 2021 | „Amsterdam” (gośc. Young Igi, Pedro)             |                     | Janusz Walczuk                    |
| 2021 | „Ekstremalne sporty” (gośc. clearmind, Ddayzy)   |                     | singel niealbumowy                |
| 2021 | „Sady Żoliborskie”                               |                     | Kendo                             |
| 2022 | „Idol”                                           |                     | Jan Walczuk                       |
| 2022 | „Jan Walczuk”                                    |                     | Jan Walczuk                       |
| 2022 | „Teleport” (gośc. Waima, Diffi, Xad, yezusslime) |                     | Jan Walczuk                       |
| 2022 | „Nienawidzę Janusza Walczuka”                    |                     | Jan Walczuk                       |
| 2023 | „Ti Amo” (gośc. Worek)                           |                     | Jan Walczuk                       |
| 2023 | „Bestie” (gośc. Klaudyna Okuszko, Worek)         |                     | Jan Walczuk                       |
| 2023 | „Mój sport” (gośc. Wroobel)                      |                     | Jan Walczuk                       |
| 2023 | „Zaza” (gośc. Duszyn, Worek)                     |                     | Jan Walczuk                       |
| 2023 | „Skippers” (oraz Young Leosia, bambi, Waima)     | - ZPAV: złota płyta | singel niealbumowy                |
| 2024 | „Bunt” (oraz Olszakumpel)                        |                     | Piep*zyć Mickiewicza (soundtrack) |

#### Jako członek SB Maffija
| Rok  | Tytuł                                                                           | Certyfikat                 | Album           |
| ---- | ------------------------------------------------------------------------------- | -------------------------- | --------------- |
| 2020 | „Hotel Maffija” (jako członek SB Maffija)                                       | - ZPAV: 2× platynowa płyta | Hotel Maffija   |
| 2020 | „A nie pamiętasz jak?” (jako członek SB Maffija)                                | - ZPAV: 4× platynowa płyta | Hotel Maffija   |
| 2020 | „Biorę się w garść” (jako członek SB Maffija)                                   | - ZPAV: złota płyta        | Hotel Maffija   |
| 2020 | „Nie ma raju bez węża” (jako członek SB Maffija)                                | - ZPAV: złota płyta        | Hotel Maffija   |
| 2022 | „Parapetówa” (jako członek SB Maffija)                                          | - ZPAV: 2× platynowa płyta | Hotel Maffija 2 |
| 2022 | „Za karę” (jako członek SB Maffija)                                             | - ZPAV: platynowa płyta    | Hotel Maffija 2 |
| 2022 | „Doba hotelowa” (jako członek SB Maffija; gośc. Flexxy 2115, Kuqe 2115, Blacha) | - ZPAV: platynowa płyta    | Hotel Maffija 2 |
| 2022 | „Droga pani” (jako członek SB Maffija; gośc. Nypel)                             | - ZPAV: platynowa płyta    | Hotel Maffija 2 |
| 2022 | „Wroobel daj to głośniej” (jako członek SB Maffija; gośc. Kacperczyk)           | - ZPAV: złota płyta        | Hotel Maffija 2 |
| 2022 | „Chodzę po Luwrze” (jako członek SB Maffija)                                    | - ZPAV: złota płyta        | Hotel Maffija 2 |
| 2022 | „Łyk i buch” (jako członek SB Maffija; gośc. Gombao 33)                         | - ZPAV: 2× platynowa płyta | Hotel Maffija 2 |
| 2022 | „Postanowienia noworoczne” (jako członek SB Maffija; gośc. Kacperczyk)          | - ZPAV: złota płyta        | Hotel Maffija 2 |
| 2023 | „Bungee” (jako członek SB Maffija)                                              | - ZPAV: 2× platynowa płyta | Hotel Maffija 3 |

#### Jako artysta gościnny
| Rok  | Tytuł                                                                | Certyfikat          | Album                      |
| ---- | -------------------------------------------------------------------- | ------------------- | -------------------------- |
| 2020 | „Bionicle” (Przyłu; gośc. Janusz Walczuk)                            |                     | HOMELESS BOY               |
| 2021 | „Ekwipunek” (Moli; gośc. Janusz Walczuk)                             |                     | Jak spadały gwiazdy        |
| 2021 | „Nie patrz w góry” (Lewy BRD; gośc. Janusz Walczuk, Martyna Opak)    |                     | #ep2021                    |
| 2021 | „Raport z osiedla” (Małach; gośc. Rufuz, Janusz Walczuk)             |                     | BYQ                        |
| 2021 | „Szlafroki” (Ekipa Friza; gośc. Janusz Walczuk)                      | - ZPAV: złota płyta | Sezon 3                    |
| 2022 | „Soldi Contati” (Young Slash; gośc. Janusz Walczuk, Demo)            |                     | singel niealbumowy         |
| 2022 | „Nie wchodź mi w drogę” (Kaczy Proceder; gośc. Plus, Janusz Walczuk) |                     | Drillowanie rąk nie brudzi |
| 2023 | „Welcome to Warszawa” (Kronkel Dom; gośc. Kubańczyk, Janusz Walczuk) |                     | Guten Tag                  |

#### Inne certyfikowane utwory
| Rok  | Tytuł                                 | Certyfikat          | Album                         |
| ---- | ------------------------------------- | ------------------- | ----------------------------- |
| 2020 | „Nobocotel” (jako członek SB Maffija) | - ZPAV: złota płyta | Hotel Maffija (edycja deluxe) |